# 프리터 (노동)
프리터(일본어: フリーター 후리타[*], 영어: freeter)는 일본에서 정규직 이외의 취업 형태 (아르바이트나 파트 타이머 등)으로 생계를 유지하는 사람을 가리키는 말이다. 하루 중 근무시간이 일정하다는 것은 프리랜서와 공통점이지만, 자신의 근무 시간을 선택, 조정할 수 없다는 점에서는 프리랜서와는 다소 다르다. 일본식의 조어 (프리랜서와 아르바이터의 약칭)이다. 프리아르바이터라고도 불린다. 영어권에서는 정규직이라는 용어 자체가 없기 때문에 명확하게 대응하는 용어는 존재하지 않는다. 자유롭게 살기 위해 아르바이트로 생계를 해결한다는 의미의 프리터는 최근 한국에서는 취업하기 힘들어 프리터족이 되는 경우가 많아지고 있으며 청년층으로만 제한을 두었던 프리터족은 중장년층까지 확산되고 있다. 용어를 만들어낸 잡지 편집자 "미치시타 가쓰오"(道下勝男)이다.

## 같이 보기
- 노동 빈곤층(워킹푸어)
- 맥잡(McJob)
- 비정규직
- 3D 직종(영어판)
- 일용직
- 기간제 근로자